# Pispala

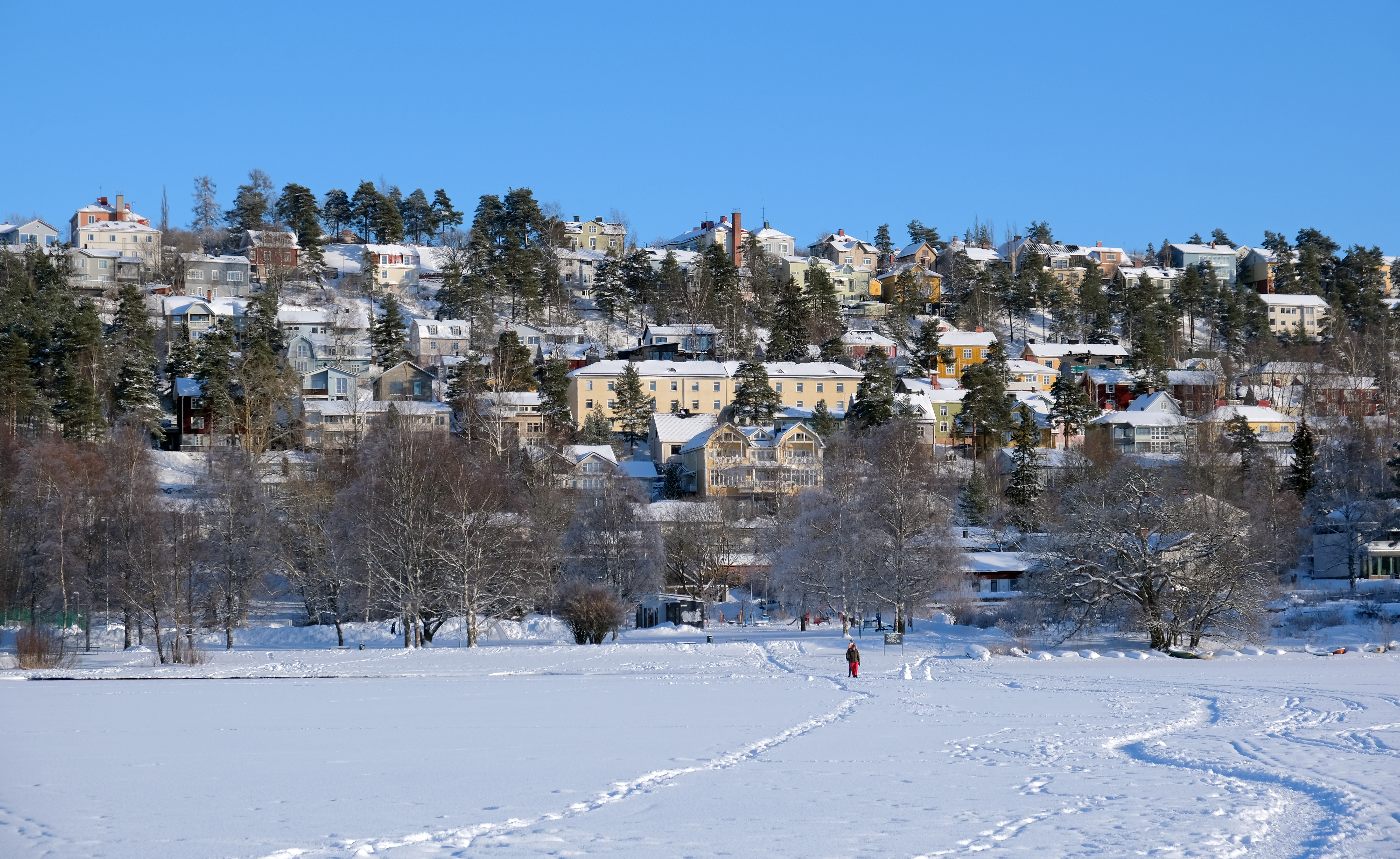
Panorama Pispali od strony Pyhäjärvi

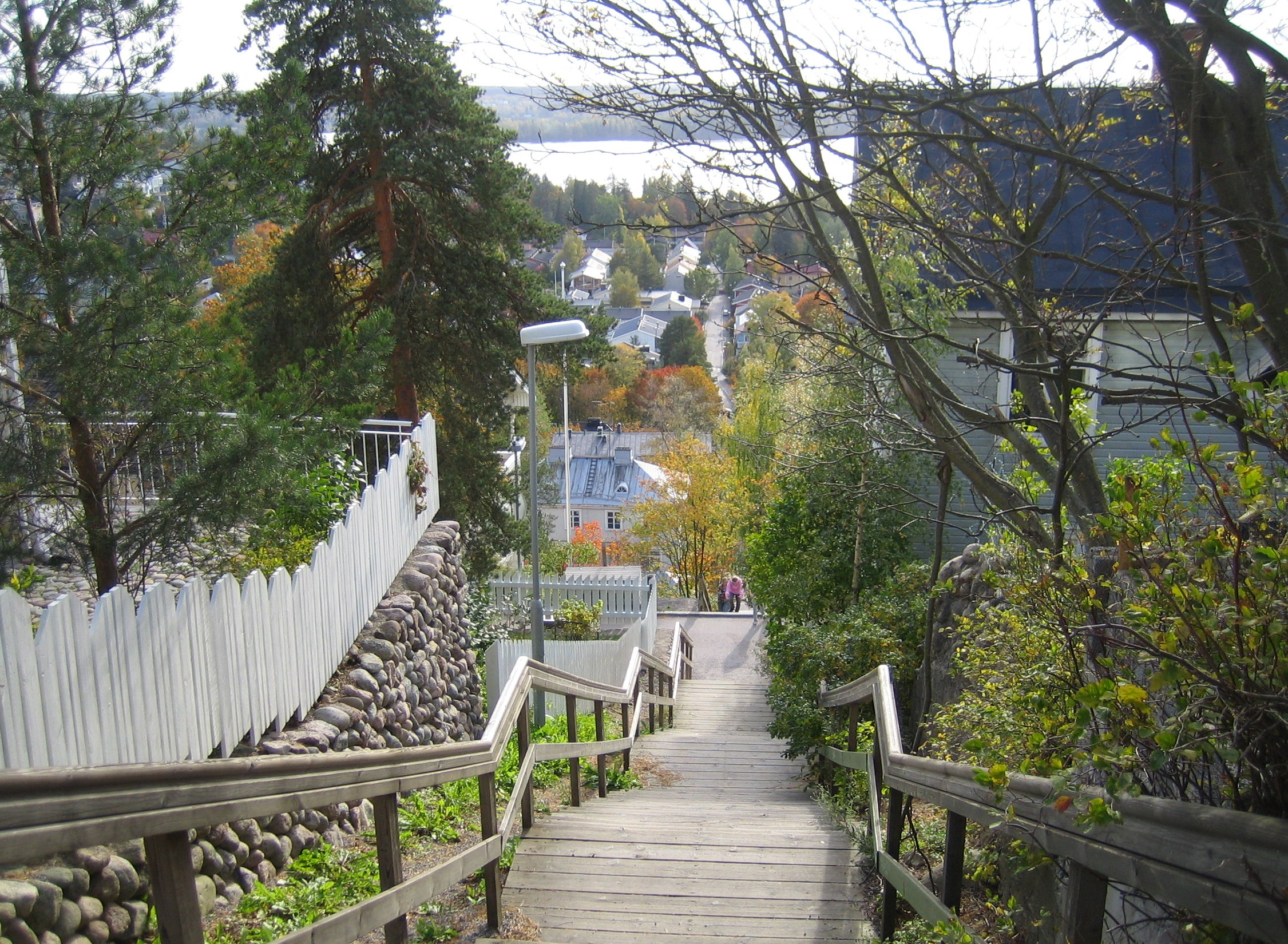
Pispala – schody prowadzące na gorę ozu, na dalszym planie Pyhäjärvi

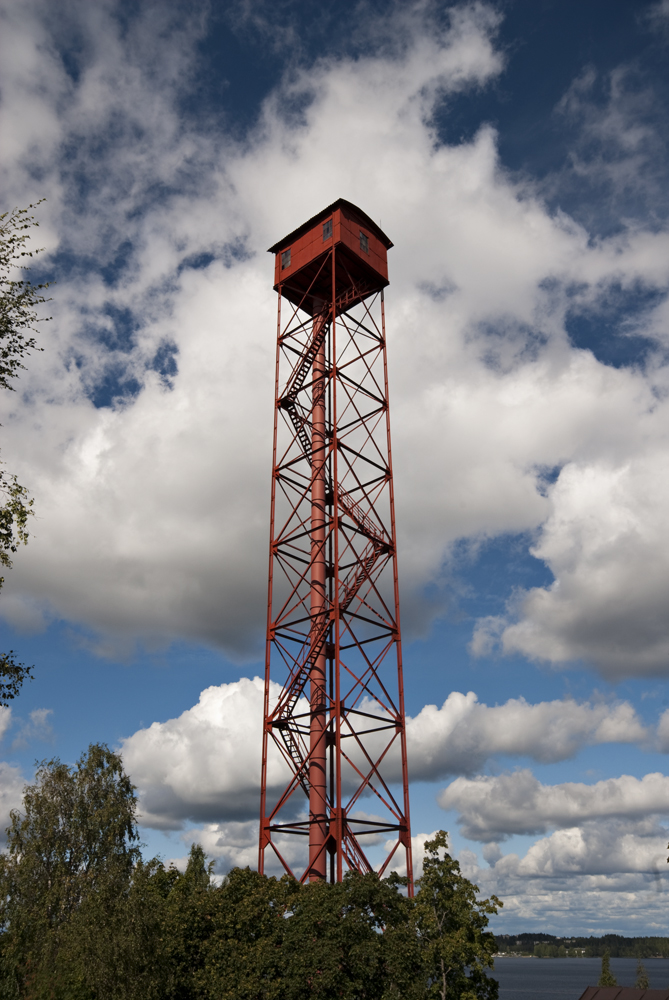
Zabytkowa wieża do produkcji śrutu

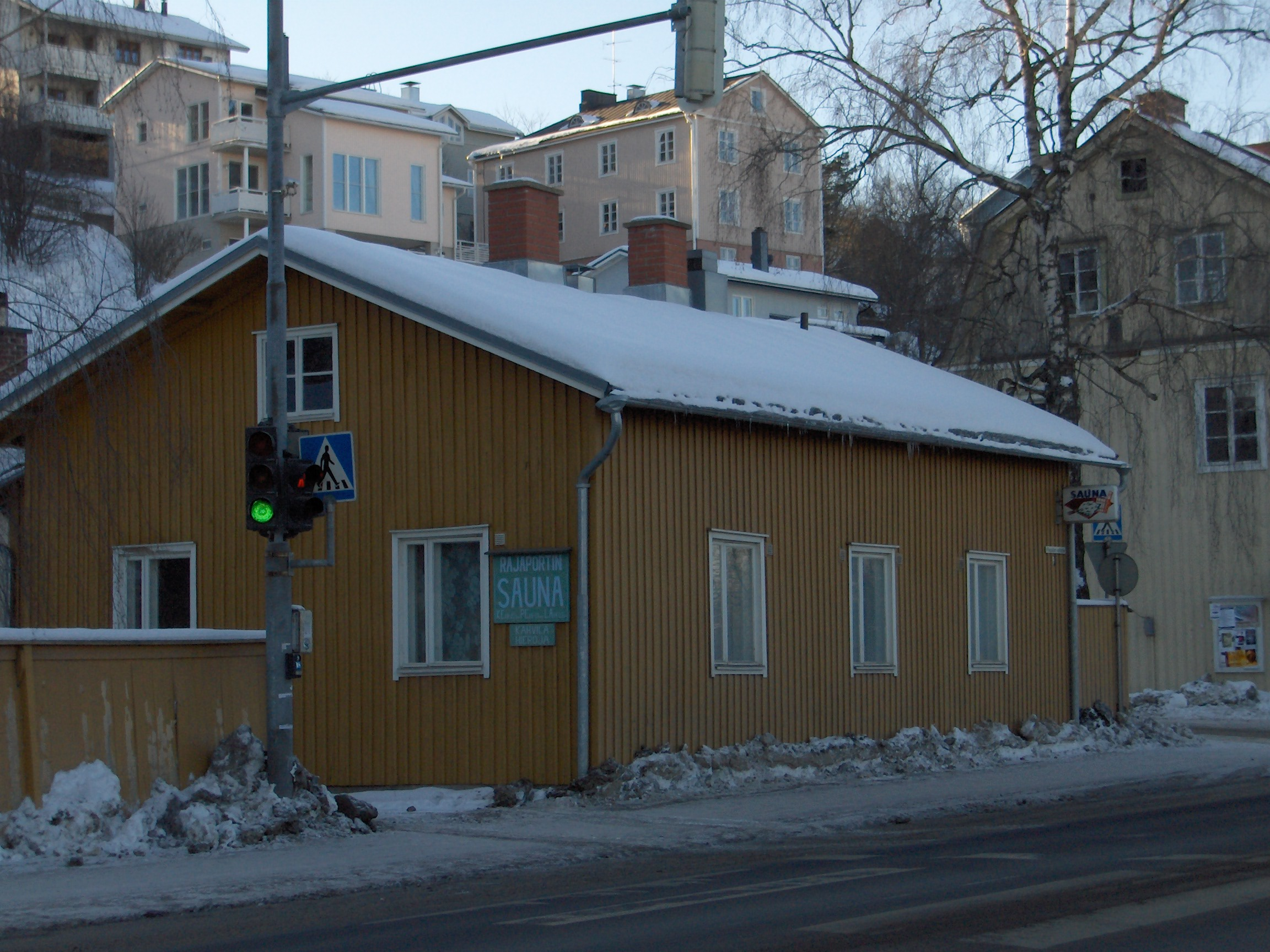
Rajaportin sauna

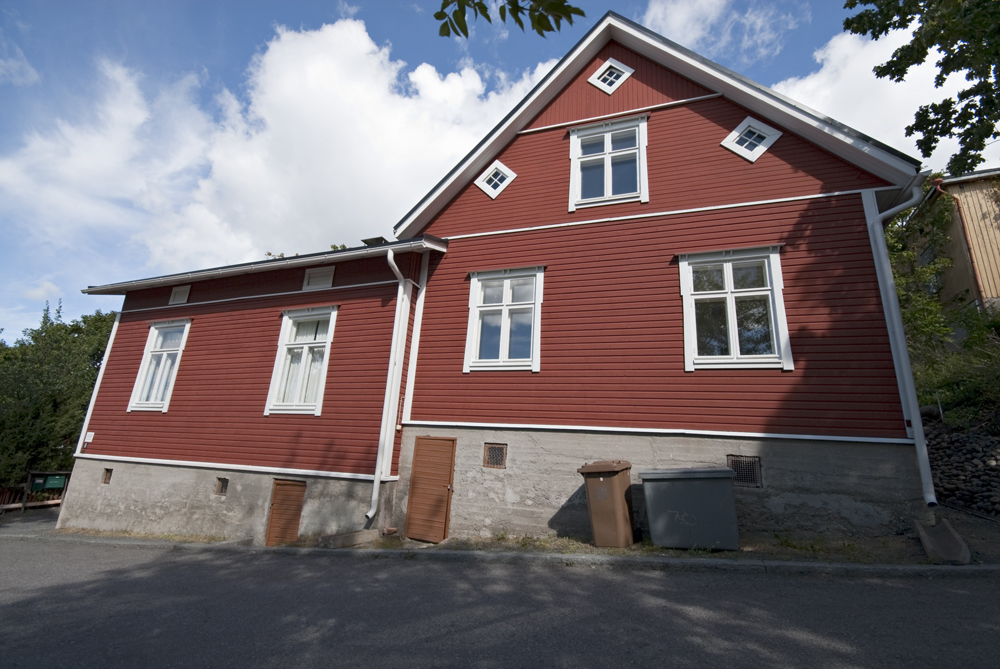
Muzeum Lauriego Viity

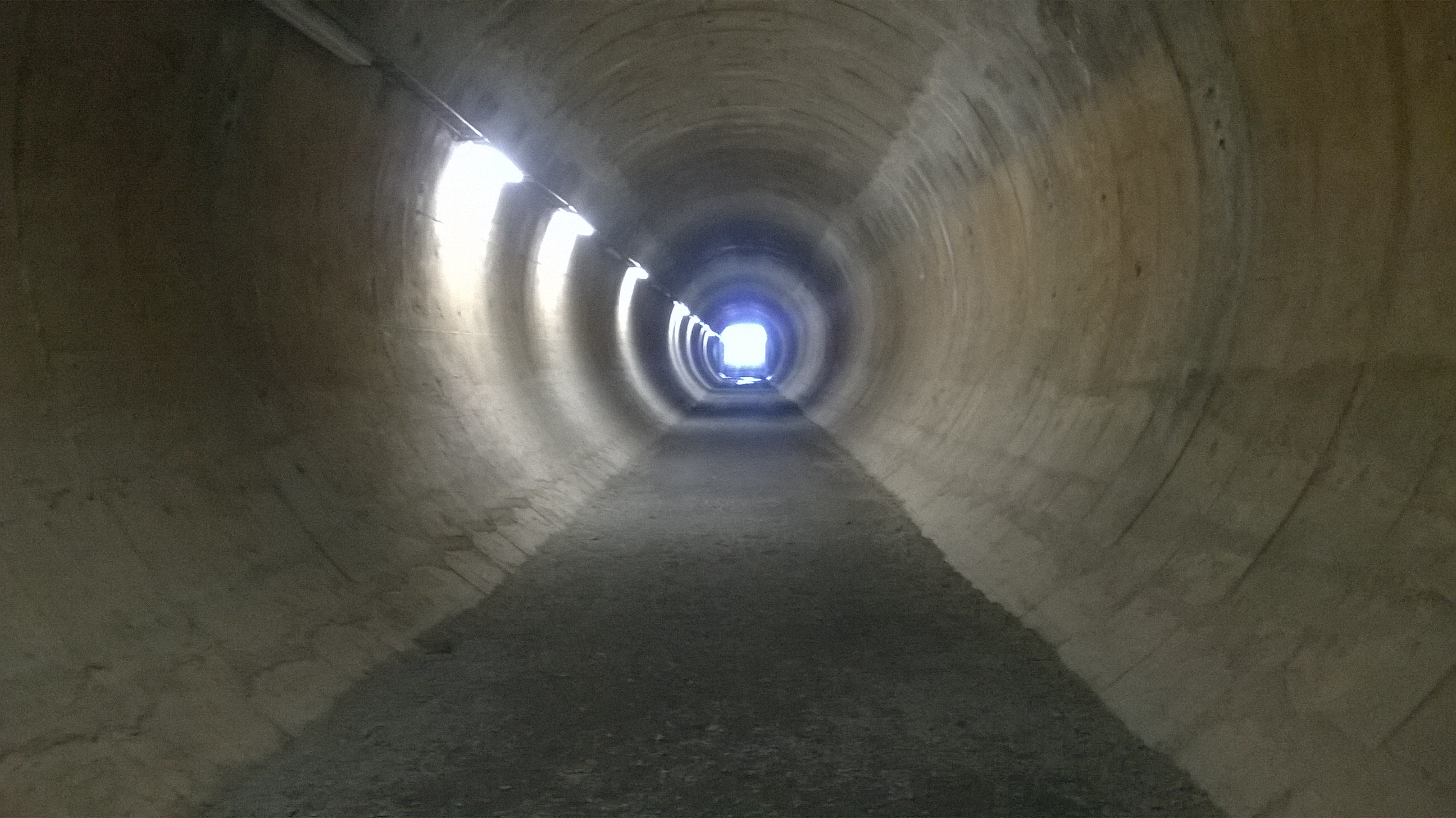
Podziemny kanał pod Pispalą, łączący jeziora Näsijärvi i Pyhäjärvi, zbudowany na potrzeby spływu drewna

Pispala – historyczna część północnego Tampere, położona na ozie Pispalanharju pomiędzy jeziorami Näsijärvi i Pyhäjärvi, obejmująca dzielnice Ylä-Pispala (dosł. Pispala Górna), Ala-Pispala (dosł. Pispala Dolna), Tahmela i Santa.
Dawniej biedna dzielnica robotnicza i ośrodek ruchu robotniczego, współcześnie popularne miejsce zamieszkania i pracy artystów.

## Położenie
Pispala leży w północnej części Tampere na ozie Pispalanharju pomiędzy jeziorami Näsijärvi i Pyhäjärvi. Obejmuje dzielnice: Ylä-Pispala (dosł. Pispala Górna), Ala-Pispala (dosł. Pispala Dolna), Tahmela i Santa; czasem do Pispali zaliczana jest również dzielnica Hyhky.

## Nazwa
Nazwa Pispala pochodzi od fińskiego słowa pispa lub pispala oznaczającego dom, w którym zatrzymywał się biskup Turku podczas objazdu dóbr.

## Historia
Najwcześniejsze ślady obecności człowieka w Pispali pochodzą z epoki kamienia i późnej epoki żelaza. Początki osadnictwa datowane są na ok. 1000–1100. W okresie średniowiecza osada należała do dóbr biskupa Turku.
Transformacja osady wiejskiej w miejską miała miejsce w latach 90. XIX w., kiedy napływający do fabryk Tampere robotnicy zaczęli budować tu swoje domy. Ziemia była tu tania a regulacje planowania przestrzennego mniej restrykcyjne niż na terenie miasta. Pierwsze domy robotnicze powstały po stronie północnej u stóp wzniesienia, a osada stopniowo się rozrastała przez zabudowywanie stromych zboczy ozu. Na początku XX w. typowy dom na Pispali mieścił kuchnię z jednym pokojem o łącznej powierzchni 21 m². Warunki bytowe były ciężkie, przestępczość wysoka. Mieszkańcy zaczęli się organizować, powstały m.in. przedszkole, straż pożarna i organizacja pomocowa. Wielu wstąpiło do związków robotniczych. W 1902 roku powstało zrzeszenie robotnicze, którego siedzibę ukończono w 1905 roku. W 1907 roku, po podłączeniu osady do nitki wodociągu, liczba jej mieszkańców zaczęła rosnąć.
Podczas wojny domowej w 1918 roku, Pispala była bastionem czerwonych. Z uwagi na lewicowe zaangażowanie mieszkańców, miejscowość nazywana była również Punajnen Pispala (dosł. czerwona Pispala).
Obszar został przyłączony do miasta Tampere w 1937 roku. Bezpośrednio po przyłączeniu, władze miasta opracowały plany zagospodarowania nowego terenu z zamiarem postawienia wielu domów mieszkalnych. Plan rozbudowy został zatwierdzony w 1945 roku. Jego realizacja napotkała jednak trudności – tereny Pispali podzielone były na wiele niewielkich działek, których właściciele niechętnie zgadzali się na sprzedaż. Pod koniec lat 60. XX w. roku opracowano nowe plany zagospodarowania Pispali. Z uwagi na nowe regulacje budowlane i zły stan domów, mieszkańcy Pispali zaczęli przenosić się do nowoczesnych bloków stawianych w innych częściach miasta i liczba ludności zmalała z ponad 12 tys. w 1950 roku do mniej niż 5 tys. w 1980 roku.
W 1969 roku powołano do życia towarzystwo przyjaciół Pispali – Pispalan Moreeni, którego nazwa nawiązuje do tytułu powieści Moreeni autorstwa pisarza Lauriego Viity mieszkającego na Pispali.
Współcześnie Pispala to dzielnica, gdzie mieszka wielu artystów, m.in. pisarzy i muzyków.

## Liczba ludności
Rozwój liczby ludności Pispali w latach 1937–2001:
| Rok  | Liczba ludności |
| ---- | --------------- |
| 1937 | 10 679          |
| 1940 | 10 333          |
| 1945 | 10 966          |
| 1950 | 12 502          |
| 1960 | 10 084          |
| 1970 | 7513            |
| 1980 | 4577            |
| 1990 | 5268            |
| 2001 | 6853            |

## Zabytki
Przy Haulikatu 8 znajduje się dawna wieża do produkcji śrutu o charakterystycznej konstrukcji w kolorze czerwonym z 1908 roku (fiń. Pispalan haulitorni także Pispalan haulitehdas).
Na Pispali mieszkał i tworzył fiński pisarz Lauri Viita (1916–1965), a w jego domu przy Portaanpää 8, znajduje się muzeum poświęcone życiu i pracy artysty.
Przy Pispalan valtatie 9 mieści się najstarsza, publiczna, nadal działająca sauna w Finlandii – Rajaportin sauna, założona w 1906 roku.
Jeziora Näsijärvi i Pyhäjärvi łączy tunel wybudowany latach 60. XX w. na potrzeby spływu drewna – Pispalan uittotunneli, który został odremontowany i udostępniony w 2013 roku.

## Pispala w kulturze
- 1923 – akcja powieści Hiltu i Ragnar Fransa Sillanpää – laureata literackiej Nagrody Nobla za rok 1939, rozgrywa się na Pispali[17]
- 1950 – powieść Moreeni Lauriego Viity opisuje życie mieszkańców Pispali[18]
- 1972 – powieść Siinä näkijä missä tekijä Hannu Salamy(inne języki) opisuje działalność komunistów z Pispali[19]
- 2008 – krótki film animowany Uralin perhonen w reżyserii Katariiny Lillqvist opowiada o Mannerheimie i Pispali z początku XX w.[20]